# Ytra Deildarvatn
Ytra Deildarvatn är en sjö på Island. Dess yta är 0,6 km2.